# Justyna Święty-Ersetic
Justyna Święty-Ersetic (Aussprache juˈstɨna ˈɕfjɛntɨ ...; * 3. Dezember 1992 in Racibórz als Justyna Święty) ist eine polnische Leichtathletin, die sich auf den 400-Meter-Lauf spezialisiert hat. Ihre größten Erfolge erzielte sie mit der polnischen 4-mal-400-Meter-Staffel, bei der sie oft als Schlussläuferin eingesetzt wird. Ihren größten sportlichen Erfolg feierte sie mit dem Gewinn der Goldmedaille in der Mixedstaffel bei den Olympischen Sommerspielen 2020 in Tokio. Zudem gewann sie zahlreiche Medaillen bei Welt- und Europameisterschaften.

## Sportliche Laufbahn
Erste internationale Erfahrungen sammelte Justyna Święty bei den Jugendweltmeisterschaften 2009 in Brixen, bei denen sie mit der polnischen Sprintstaffel (1000 Meter) den sechsten Platz belegte. Bei den Juniorenweltmeisterschaften 2010 im kanadischen Moncton, bei denen die 4-mal-400-Meter-Staffel Achte wurde, wurde sie nur im Vorlauf eingesetzt. Ihr größter Erfolg im Juniorenbereich war der Gewinn der Silbermedaille bei den Junioreneuropameisterschaften 2011 in Tallinn, die sie gemeinsam mit Patrycja Wyciszkiewicz, Małgorzata Hołub und Magdalena Gorzkowska gewann. Bei den Aktiven erreichte Święty 2012 mit Agata Bednarek, Magdalena Gorzkowska und Anna Jesień bei den Europameisterschaften in Helsinki den achten Platz mit der Staffel und schied im Einzelbewerb in der ersten Runde aus. Kurz danach nahm sie an den Olympischen Spielen in London teil, wo Iga Baumgart, Justyna Święty, Anna Jesień und Patrycja Wyciszkiewicz allerdings nicht das Finale erreichten. 2013 gewann Święty bei den U23-Europameisterschaften in Tampere in persönlicher Bestzeit von 52,22 s die Bronzemedaille im 400-Meter-Lauf. Noch erfolgreicher war die polnische Staffel. Magdalena Gorzkowska, Małgorzata Hołub, Agnieszka Karczmarczyk und Justyna Święty wurden U23-Europameisterinnen vor Rumänien und Frankreich. Bei den Weltmeisterschaften der Aktiven im selben Jahr in Moskau kam die Staffel nicht in den Endlauf.
Das Jahr 2014 begann mit den Hallenweltmeisterschaften in Świętys Heimatland in Sopot. Hier erreichte sie mit persönlicher Bestzeit von 52,13 s im Einzel das Finale, in dem sie Vierte wurde. Mit der Staffel kam sie mit Ewelina Ptak, Małgorzata Hołub und Patrycja Wyciszkiewicz auf den fünften Platz. Anschließend nahm sie mit der Staffel an den World Relays auf den Bahamas teil, bei denen sie ebenfalls Fünfte wurden. Auch bei den Europameisterschaften 2014 in Zürich wurden die Polinnen (Małgorzata Hołub, Patrycja Wyciszkiewicz, Joanna Linkiewicz, Justyna Święty) Fünfte und im Einzelbewerb erreichte sie das Halbfinale. 2015 gewann die Staffel in der Besetzung Joanna Linkiewicz, Małgorzata Hołub, Monika Szczęsna und Justyna Święty die Bronzemedaille bei den Halleneuropameisterschaften in Prag. Zudem erreichte sie über 400 Meter das Halbfinale. Darauf anschließen belegten sie bei den World Relays erneut den fünften Platz. Im Sommer gewann die gleiche Formation Gold bei der Sommer-Universiade in Gwangju und im Einzelbewerb belegte sie Platz sechs. Bei den Weltmeisterschaften in Peking erreichten die Polinnen allerdings nicht das Finale.

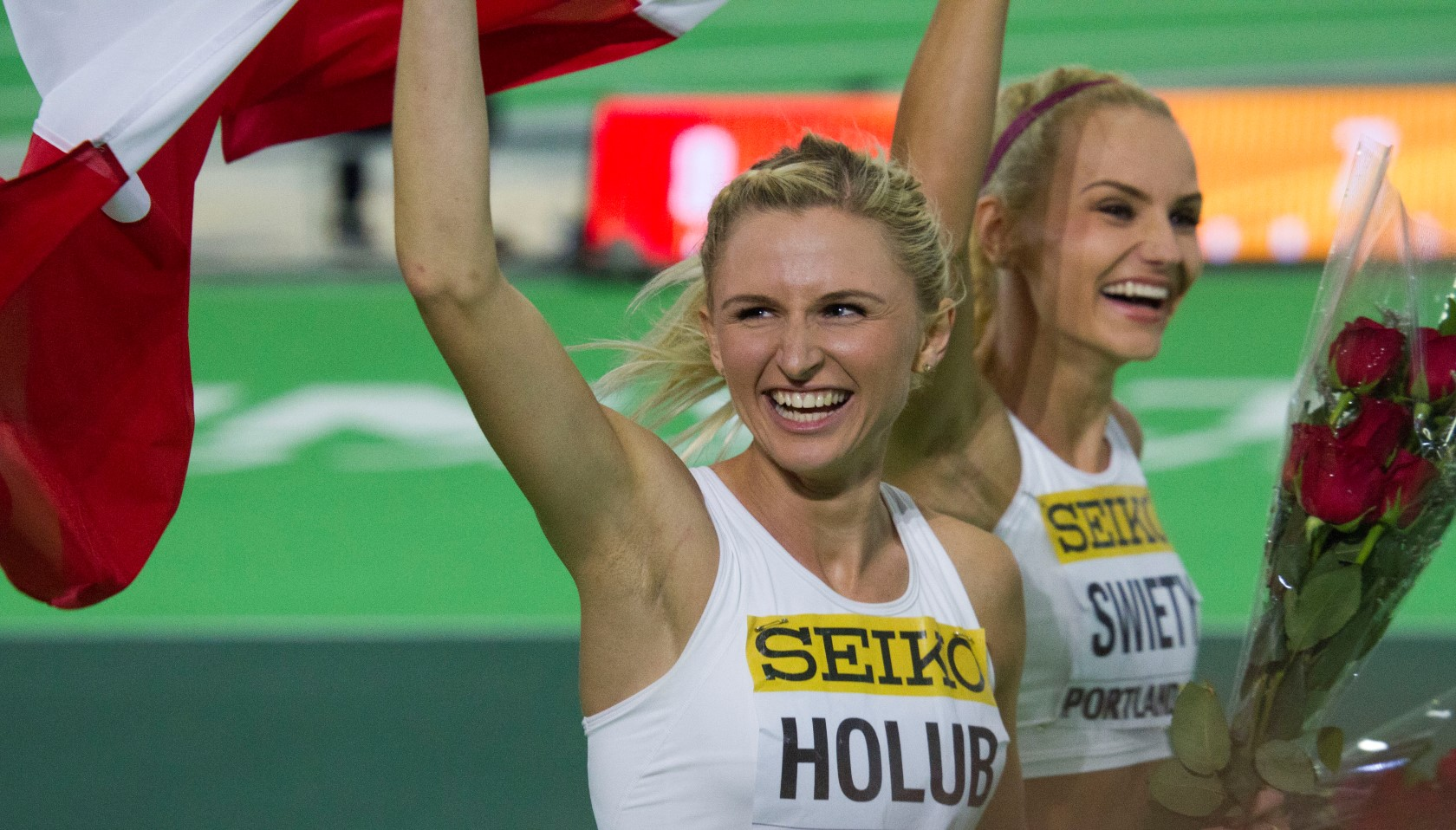
Hallen-WM 2016 (rechts) mit Małgorzata Hołub

Erfolgreicher begann das Jahr 2016. Bei den Hallenweltmeisterschaften in Portland wurden Ewelina Ptak, Małgorzata Hołub, Magdalena Gorzkowska und Justyna Święty hinter den Amerikanerinnen Vizeweltmeisterinnen. Im Einzel erreichte Święty den fünften Platz. Im Mai 2016 verbesserte sie ihre Freiluft-Bestleistung auf 51,96 s und qualifizierte sich damit für die Europameisterschaften in Amsterdam, bei denen sie den sechsten Platz über 400 Meter belegte sowie mit der polnischen Stafette als Vierte den Gewinn einer Medaille verpasste. Daran anschließend erfolgte die Teilnahme an den Olympischen Spielen in Rio de Janeiro, bei denen sie das Halbfinale über 400 Meter erreichte. Mit der Staffel gelangte sie in das Finale und belegte dort den siebten Endrang. Bei den Halleneuropameisterschaften 2017 in Belgrad gewann Święty die Bronzemedaille über 400 Meter sowie die Goldmedaille mit der polnischen Staffel. Bei den World Relays gewann die polnische Mannschaft erstmals die Silbermedaille. Sie qualifizierte sich auch für die Weltmeisterschaften in London und schied dort im Einzelbewerb mit 53,62 s bereits in der Vorrunde aus. Mit der polnischen Stafette gewann sie hinter den Staffeln aus den USA und dem Vereinigten Königreich die Bronzemedaille. Zwei Wochen später gewann sie bei den Weltstudentenspielen in Taipeh erneut die Goldmedaille mit der polnischen Mannschaft.
2018 erfolgte die Teilnahme an den Hallenweltmeisterschaften in Birmingham, bei denen sie im Einzelbewerb den vierten Platz erreichte und mit der polnischen Staffel die Silbermedaille hinter der US-amerikanischen Mannschaft gewann. Bei den Europameisterschaften in Berlin Anfang August gewann Święty-Ersetic mit neuer Bestleistung von 50,41 s das Finale über 400 Meter vor der Griechin Maria Belimbasaki und der Niederländerin Lisanne de Witte, die beide einen neuen nationalen Rekord aufstellten. Am selben Tag gewann sie auch mit der polnischen 4-mal-400-Meter-Staffel als Schlussläuferin in der Besetzung Hołub-Kowalik, Baumgart-Witan, Wyciszkiewicz und Święty-Ersetic in 3:26,59 min die Goldmedaille vor Frankreich und dem Vereinigten Königreich. Im Jahr darauf verteidigte sie bei den Halleneuropameisterschaften in Glasgow mit der polnischen Stafette in 3:28,77 min den Titel und belegte im Einzelbewerb in 52,64 s den sechsten Platz. Im Mai siegte sie bei den World Relays in Yokohama in 3:27,49 min und kam in der gemischten Staffel im Vorlauf zum Einsatz. Im Oktober gelangte sie bei den Weltmeisterschaften in Doha bis in das Finale und belegte dort in 50,95 s den siebten Platz. Zudem gewann sie mit der Staffel in 3:21,89 min die Silbermedaille hinter der US-amerikanischen Stafette. Sie ging auch in der erstmals ausgetragenen Mixedstaffel an den Start und belegte dort mit 3:12,33 min im Finale den fünften Platz. Anschließend gewann sie bei den Militärweltspielen in Wuhan in 52,19 s die Bronzemedaille hinter der Bahrainerin Salwa Eid Naser und Polina Miller aus Russland. Mit der Staffel siegte sie in neuer Rekordzeit von 3:27,85 min. 2020 siegte sie in 51,69 s beim Memoriał Ireny Szewińskiej und anschließend in 51,33 s beim Memoriał Kamili Skolimowskiej und wurde bei der Golden Gala Pietro Mennea in Rom in 51,94 s Dritte. Im Jahr darauf steigerte sie bei den Halleneuropameisterschaften in Toruń den polnischen Hallenrekord im Halbfinale auf 51,34 s und gewann dann im Finale in 51,41 s die Silbermedaille hinter der Niederländerin Femke Bol. Bei den Olympischen Spielen in Tokio gewann sie zusammen mit Iga Baumgart-Witan, Małgorzata Hołub-Kowalik und Natalia Kaczmarek in 3:20,53 min die Silbermedaille hinter dem Team aus den Vereinigten Staaten.
2022 verbesserte Święty-Ersetic den polnischen Hallenrekord über 400 Meter auf 51,04 s und belegte Mitte März bei den Hallenweltmeisterschaften in Belgrad in 51,40 s den vierten Platz und sicherte sich mit der Staffel in 3:28,59 min gemeinsam mit Natalia Kaczmarek, Iga Baumgart-Witan und Kinga Gacka die Bronzemedaille hinter den Teams aus Jamaika und den Niederlanden. Im Juli belegte sie bei den Weltmeisterschaften in Eugene mit 3:12,34 min den vierten Platz in der Mixedstaffel und mit der Frauenstaffel verpasste sie mit 3:29,34 min überraschend den Finaleinzug. Anschließend schied sie bei den Europameisterschaften in München mit 52,17 s im Semifinale über 400 Meter aus und gewann mit der Staffel in 3:21,68 min gemeinsam mit Anna Kiełbasińska, Iga Baumgart-Witan und Natalia Kaczmarek die Silbermedaille hinter den Niederlanden. 2023 musste sie ihre Saison verletzungsbedingt vorzeitig beenden und im Jahr darauf verpasste sie bei den Hallenweltmeisterschaften in Glasgow mit 3:28,80 min den Finaleinzug mit der Staffel. Im Mai wurde sie bei den World Athletics Relays in Nassau in 3:24,71 min Zweite über 4-mal-400-Meter hinter dem US-amerikanischen Team und sicherte damit dem Team einen Startplatz bei den Olympischen Spielen in Paris. Anschließend schied sie bei den Europameisterschaften in Rom mit 52,18 s im Halbfinale über 400 Meter aus und verhalf der Staffel zum Finaleinzug. Im August gelangte sie bei den Olympischen Sommerspielen in Paris mit der Mixed-Staffel mit 3:12,39 min auf Rang sieben und über 400 Meter schied sie mit 50,89 s in der Hoffnungsrunde aus. Zudem verpasste sie mit der Frauenstaffel mit 3:26,89 min den Finaleinzug. 2025 belegte sie bei den Halleneuropameisterschaften in Apeldoorn in 51,59 s den fünften Platz über 400 Meter. Kurz darauf wurde sie auch bei den Hallenweltmeisterschaften in Nanjing in 51,97 s Fünfte im Einzelbewerb und gewann zudem mit der Frauenstaffel in 3:32,05 min gemeinsam mit Aleksandra Formella, Anastazja Kuś und Anna Gryc die Silbermedaille hinter dem US-amerikanischen Team.
Święty wurde 2012 erstmals polnische Meisterin mit ihrem Verein in der 4-mal-400-Meter-Staffel. 2013, 2016 und 2020 wurde sie Meisterin über 400 Meter. Zudem gewann sie in der Halle zwischen 2014 und 2018 und von 2020 bis 2022 und 2025 den Meistertitel über 400 Meter und 2015, 2019 und 2020 zusätzlich in der 4-mal-200-Meter-Staffel. Im September 2017 heiratete sie den polnischen Ringer Dawid Ersetic und startet seitdem unter dem Doppelnamen Święty-Ersetic. Sie ist Studentin an der Jerzy Kukuczka Academy of Physical Education in Katowice.

## Persönliche Bestzeiten
- 400 Meter: 50,41 s, 11. August 2018 in Berlin
  - 400 Meter (Halle): 51,04 s, 6. März 2022 in Toruń